# Erik Mesterton
Erik Benedikt Mesterton, född 4 oktober 1903 i Uppsala, död 10 januari 2004 i Göteborg, var en svensk översättare, litteraturkritiker och bibliotekarie.

## Biografi
Mesterton blev fil. mag. 1930 och fil. lic. i litteraturhistoria 1947 vid Uppsala universitet. Han var tidigt aktiv i den socialistiska kulturtidskriften och föreningen Clarté. Tillsammans med två andra Clartémedlemmar, Karin Boye och Josef Riwkin, startade han 1931 den kulturradikala tidskriften Spektrum. Spektrum bidrog till introduktionen av modernistisk litteratur i Sverige. En viktig insats gjorde Mesterton och Boye genom att publicera en översättning av T.S. Eliots dikt "Det öde landet" i Spektrum 1932. I samma årgång av Spektrum publicerades även två essäer av Mesterton, "Poesi och verklighet i modern engelsk lyrik" och "T.S. Eliots metod", som båda kom att ha betydelse för den svenska poesins utveckling under 1930- och 40-talen. Andra av Mestertons essäer och diktanalyser finns publicerade i böckerna Speglingar (1985) och Den orörliga lågan (med Sverker Göransson, 1991).
Mesterton var lektor i skandinavisk litteratur i London och Cambridge 1932–1939 samt 1945–1947, och översatte under tiden i England flera verk av Pär Lagerkvist till engelska. Efter hemkomsten övergick Mesterton till arbete som bibliotekarie, först vid Riksdagsbiblioteket och från 1949 vid Göteborgs stadsbibliotek. Han blev sedermera förste bibliotekarie vid Göteborgs universitetsbibliotek från 1961 fram till sin pensionering 1969. Under 1950- och 60-talen kom Mesterton också att översätta från slaviska språk, och introducerade bland annat Anna Achmatova, Iosif Brodskij, Wisława Szymborska och Zbigniew Herbert på svenska. På 1960-talet gjorde Mesterton tillsammans med Erik Lindegren en uppmärksammad nyöversättning av Shakespeares Hamlet.
Mesterton var från 1946 gift med konsthistorikern Ingrid Jacobsson (1914–2008). Makarna är begravda på Uppsala gamla kyrkogård.

## Översättningar
- Anna Achmatova: "Åtta dikter" (översatt tillsammans med Ebba Lindqvist. I tidskriften BLM, årg. 32 (1963): s. 350–355
- T.S. Eliot: "Det öde landet" (översatt tillsammans med Karin Boye). Först i tidskriften Spektrum, 1932: 2, s. 25–44; omtryckt i Eliot, T.S.: Dikter (Bonnier, 1942), s. 17–37
- T.S. Eliot: Sweeney Agonistes (översatt tillsammans med Erik Lindegren) (Bonnier, 1950)
- Nikolaj Erdman: En självmördares vedermödor : komedi (Samoubijca) (otryckt översättning, tillsammans med Tord Bæckström, för Göteborgs stadsteater 1969)
- Zbigniew Herbert: I stridsvagnens spår : dikter 1956–1965 (översatt tillsammans med Erik Lindegren) (Bonnier, 1965)
- Zbigniew Herbert: Rapport från en belägrad stad och andra dikter (tolkning av Agneta Pleijel och Daniel Bronski under medverkan av Erik Mesterton) (Bonnier, 1985)
- Pär Lagerkvist: The Eternal Smile (Det eviga leendet) (översatt tillsammans med Denys W. Harding) (1934)
- Pär Lagerkvist: Guest of Reality (Gäst hos verkligheten) (översatt tillsammans med Denys W. Harding) (1936)
- William Shakespeare: Hamlet (översatt tillsammans med Erik Lindegren) (Bonnier, 1967)

## Priser och utmärkelser
- 1966 – Svenska Akademiens översättarpris
- 1973 – Hedersdoktor vid Göteborgs universitet [3]
- 1974 – Sveriges författarfonds premium till personer för belöning av litterär förtjänst
- 1985 – Lotten von Kræmers pris